# خاشی
خاشی (به لاتین: Xaşı) یک منطقه مسکونی در جمهوری آذربایجان است که در شهرستان قوبا واقع شده است. خاشی ۱۶۰ نفر جمعیت دارد.